# Paläontologie
Die Paläontologie (altgriechisch παλαιός palaiós „alt“, ὤν ōn, Gen. ὄντος óntos „seiend“ und -logie) ist die Wissenschaft von den Lebewesen und Lebewelten der geologischen Vergangenheit. Gegenstand paläontologischer Forschung sind Fossilien (lateinisch fossilis „ausgegraben“), das heißt, in Sedimentgesteinen vorkommende körperliche Überreste sowie sonstige Hinterlassenschaften und Zeugnisse von Lebewesen, die älter als 10.000 Jahre sind.
Der französische Zoologe und Anatom Henri de Blainville führte 1822 den Begriff Paläontologie ein, der allmählich die älteren Bezeichnungen Oryktologie (griechisch ὀρυκτός oryktós „ausgegraben“) und Petrefaktenkunde (lateinisch petrefactum „versteinert“) ersetzte.

## Geschichte

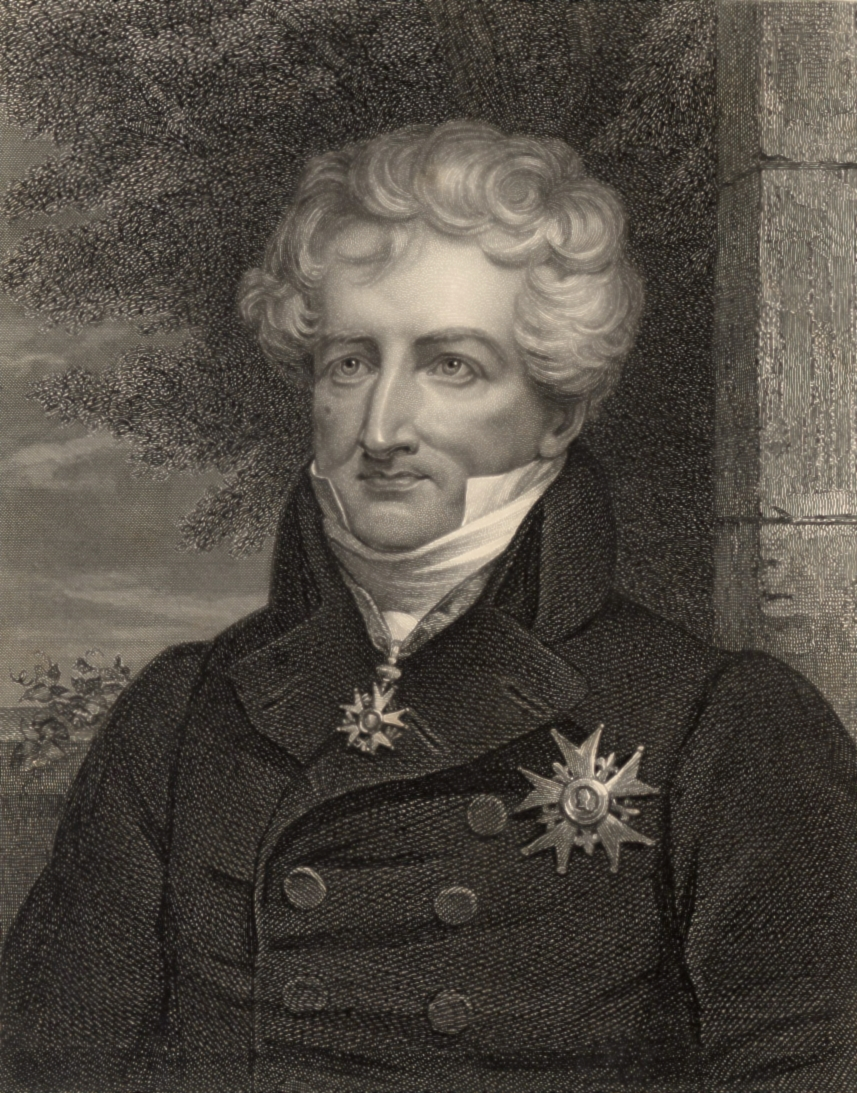
Baron Georges Cuvier gilt als Begründer der Paläontologie.

Als Begründer der modernen, nach wissenschaftlichen Kriterien arbeitenden Paläontologie gilt der französische Naturforscher Georges Cuvier (1769–1832). Seine Ansicht, dass Katastrophen das Leben auf der Erde jeweils komplett auslöschten und der Mensch erst nach der letzten Eiszeit erschaffen wurde, widerlegte bereits der britische Geologe Charles Lyell (1797–1875), der die Eiszeittheorie beisteuerte. Parallel dazu erkannte der französische Amateurarchäologe Jacques Boucher de Perthes (1788–1868) als erster in Steinartefakten menschliche Schöpfungen.
Der Franzose Marcellin Boule (1881–1942) schuf mit seinem Eolithen-Experiment von 1905 die Möglichkeit, menschliche Werkzeuge von natürlich entstandenen Formen zu unterscheiden. Der Schweizer Arzt Otto Hauser (1874–1932) machte in Frankreich (Le Moustier) den professionellen Einstieg in die Höhlen- und Abriforschung. Er stieß dort auf den Widerstand der einheimischen Forschung.
Der erste deutsche Paläontologe, der Darwins Abstammungslehre vertrat, war Ernst Haeckel (1834–1919). Er war Zoologe und brachte die Entwicklung zum Menschen über die Hominiden in die Forschung ein. Er hatte Rudolf Virchow zum Gegner, der ihn den „Affenprofessor“ nannte. Haeckels Anregungen wurden von dem niederländischen Anatom, Geologen und Militärarzt Eugène Dubois (1858–1940) und dem deutschen Paläontologen Gustav Heinrich Ralph von Koenigswald (1902–1982) aufgenommen.
Zwischen 1997 und 2012 wurden in Deutschland 21 Paläontologie-Professuren aufgegeben, acht von 27 Hochschulstandorten wurden ganz gestrichen.

## Teilgebiete
Analog zur Biologie rezenter Lebewesen, der Neontologie („Lehre vom neuen Seienden“), kann die Paläontologie als „historische Biologie“ folgendermaßen aufgegliedert werden:
- Die Paläozoologie umfasst
  - die Paläontologie der wirbellosen Tiere, ein Teilgebiet ist die Paläoentomologie, die Lehre von fossilen Insekten.
  - die Wirbeltierpaläontologie, diese kann in die Paläontologie der Fische (Paläoichthyologie), der Amphibien und Reptilien (Paläoherpetologie), der Vögel (Paläornithologie) und die der Säugetiere (Paläomammalogie) unterteilt werden.
- Die Paläobotanik widmet sich den fossilen Pflanzen und beinhaltet unter anderem die Palynologie, die Lehre von den fossilen Pollen und Sporen.

Hinzu kommt die Palichnologie, die verschiedenste fossile Lebensspuren (u. a. Trittsiegel und Fährten, Grabgänge, Fraßspuren) erforscht.
Die Paläontologie der Makrofossilien unterscheidet sich in ihrer Methodik von der Mikropaläontologie, die unter Zuhilfenahme verschiedener Mikroskopie-Techniken Mikrofossilien und die noch kleineren Nannofossilien untersucht. Mikrofossilien können sowohl Überreste von Mikroorganismen als auch mikroskopisch kleine Zeugnisse größerer Lebewesen sein.
Paläontologen untersuchen Fossilien und fossile Organismengruppen unter einer Vielzahl von Gesichtspunkten und Fragestellungen. Eine Einteilung in geologisch und biologisch orientierte Teilgebiete wird vorgenommen:

### Geologische Teilgebiete
- Den Weg vom Absterben eines Individuums bis zum fertigen Fossil beschreibt die Fossilisationslehre (Taphonomie). Sie erklärt ebenfalls die Bildung von so genannten Fossillagerstätten, in denen Reste fossiler Lebewesen besonders zahlreich (Konzentratlagerstätten) oder besonders vollständig erhalten sind (Konservatlagerstätten).
- Die zeitliche Einordnung und das Inbeziehungsetzen (Korrelation) von Sedimentgesteinsformationen und deren Schichtgliedern anhand ihres Fossilinhalts ist der Gegenstand der Biostratigraphie. Dafür werden von den Biostratigraphen unter anderem spezielle Leitfossilien auserkoren.
- Die Biofaziesanalyse versucht den Bildungsraum eines Sedimentgesteins anhand seiner fossilen Lebewesen und Lebensspuren zu charakterisieren.

### Biologische Teilgebiete
- Mit Hilfe der Vergleichenden Anatomie werden fossile Lebewesen in das System der Organismen eingeordnet. Dabei wird die biologische Systematik angewandt.
- Die Phylogenetik erforscht die Verwandtschaftsverhältnisse fossiler Lebewesen. Sie erstellt Stammbäume (Dendrogramme). Die Stammesgeschichten fossiler Tier- und Pflanzengruppen werden seit den 1980er Jahren zunehmend mit Hilfe der so genannten Kladistik analysiert, eine Methodik, die das Quantifizieren von Verwandtschaftsgraden erlaubt.
- Die funktionelle Morphologie interpretiert das Erscheinungsbild fossiler Lebewesen in Hinsicht auf ihre Funktion (Paläobiologie). Ergänzt werden solche Analysen durch Hinweise auf die physikalischen und biochemischen Lebensvorgänge fossiler Organismen, mit denen sich die Paläophysiologie befasst. Funktionsstörungen und Krankheitserscheinungen untersucht die Paläopathologie (dieser Begriff wird auch in der Archäologie bei der Untersuchung menschlicher Überreste verwendet).
- Wachstum und Entwicklung (Ontogenese) urzeitlicher Lebewesen werden anhand von Tierskeletten (Sklerochronologie; Knochenhistologie) oder Sprossachsen fossiler Pflanzen (Dendrochronologie) untersucht. Wachstumsraten sowie innere und äußere Einflussfaktoren, die die Entwicklung eines Individuums steuern, können dadurch bestimmt werden. Die Dendrochronologie junger Holzreste wird für die Altersbestimmung archäologischer Fundstätten genutzt.
- Die Lebensweisen fossiler Organismen, ihre Beziehungen zur belebten und unbelebten Umwelt (Paläoenvironment) sowie urzeitliche Populationen und Lebensgemeinschaften sind Forschungsgegenstand der Palökologie. Um urzeitliche Ökosysteme zu verstehen, ist die Berücksichtigung der Sedimentologie fossilführender Gesteine erforderlich.
- Die Paläobiogeographie untersucht den Wandel der Verbreitungsgebiete und die Migrationsrouten fossiler Lebewesen im Verlauf der Erdgeschichte. Sie liefert Hinweise zu früheren Kontinent-Ozean-Konfigurationen (siehe auch Plattentektonik) und deren Einfluss auf die Evolution der Biosphäre.

## Verwandte Forschungszweige
- Die Geobiologie ist ein Forschungsgebiet, das sich mit den Wechselwirkungen zwischen der Biosphäre und den abiotischen Komponenten des Systems Erde befasst. Da Hinweise zum Wandel der Biosphäre im Verlauf der Erdgeschichte im Wesentlichen in Form von Fossilien vorliegen, ist geobiologische Forschung auf paläontologische Erkenntnisse angewiesen.
- Die Astrobiologie erforscht, unter welchen Bedingungen auf planetaren Welten einfache Lebensformen, komplexe Lebensgemeinschaften und Zivilisationen entstehen. Die Paläontologie kann dafür Hinweise zum Ursprung des Lebens auf der Erde, zur Evolution von Ökosystemen unter extremen Umweltbedingungen, zur Diversifizierung und Höherentwicklung des Lebens auf der Erde und zu den biologisch-geologischen Vorbedingungen der menschlichen Kultur und Zivilisation liefern.
- Paläoklimatologie: Die Rekonstruktion der (älteren) Klimageschichte erfolgt im Wesentlichen mit Hilfe fossiler Lebewesen: In den karbonatischen Skeletten mariner Organismen (wie zum Beispiel Foraminiferen) sind die Sauerstoff-Isotopenverhältnisse, wie sie im Urozean zur Zeit der Skelettabscheidung vorherrschten, konserviert. Da sich die Isotopenverhältnisse oberflächennah je nach Wassertemperatur einstellen, kann aus den massenspektrometrischen Messungen dieser Verhältnisse eine Temperaturkurve abgeleitet werden. Fossilien liefern neben klimaindikativen Sedimenten wie Moränenablagerungen oder Riffkalksteinen auch Hinweise zur früheren Lage von Klimazonen. So lassen sich Ökozonen mit Hilfe von Pflanzen(mikro)fossilien nachzeichnen.
- Die Paläogeographie kann zur Rekonstruktion der früheren Lage von Kontinenten und Ozeanen die geographische Verbreitung fossiler Lebewesen (Paläobiogeographie) hinzuziehen.
- Die Paläochemie beschäftigt sich u. a. mit der chemischen Untersuchung fossiler Funde.
- Die Paläoanthropologie befasst sich mit der Stammesgeschichte des Menschen. Sie ist als Teil der Anthropologie eine Hilfswissenschaft der Ur- und Frühgeschichte und wird als Teil derselben gelehrt.

## Methoden

### Geologische Kartierung

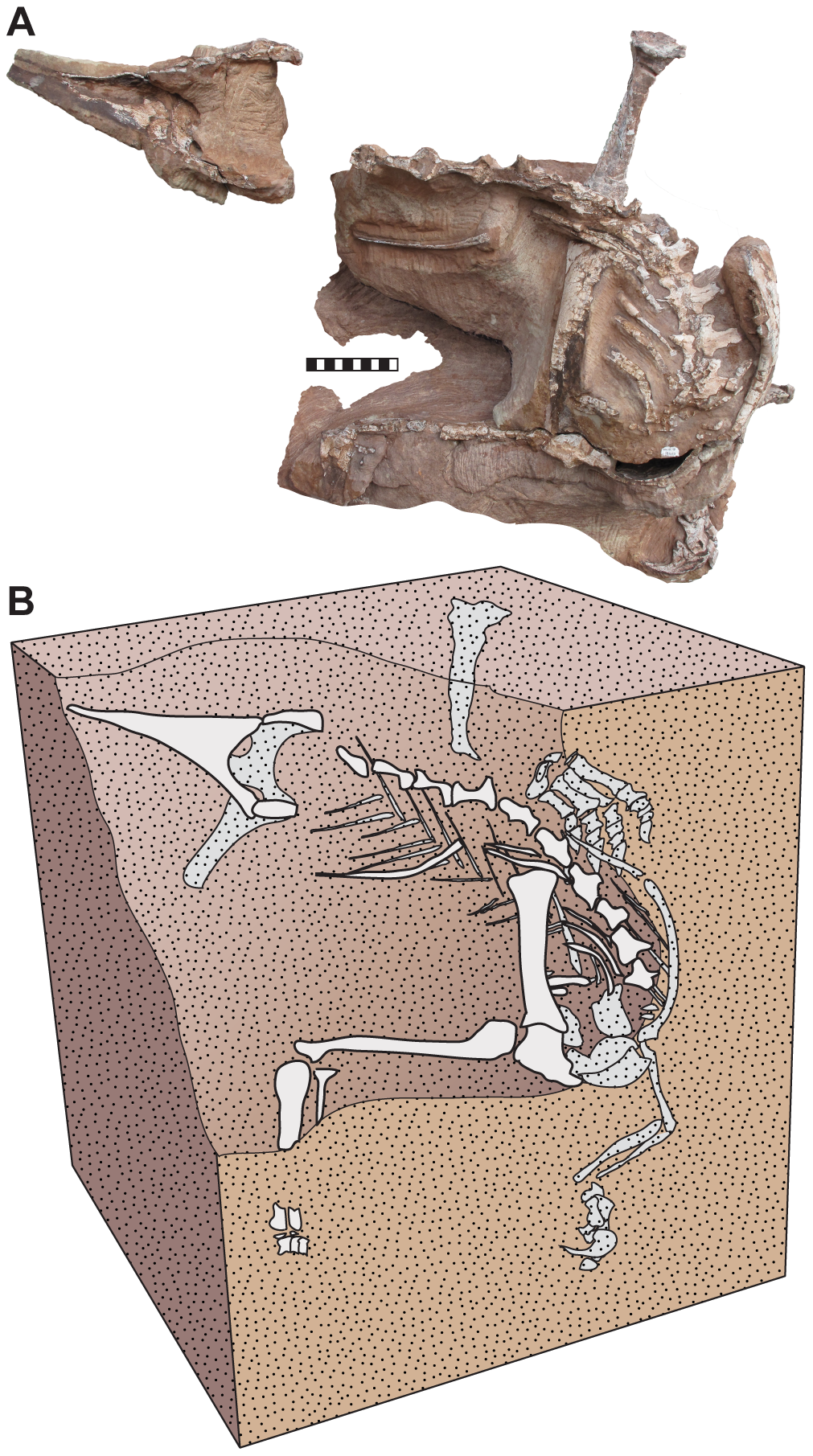
Skelett des Dinosauriers Seitaad ruessi in Fundlage (B). Die weißen Knochen waren an der Oberfläche sichtbar. (Quelle: Sertich u. Loewen, 2010)

Der gezielten Suche nach Fossilien in einer paläontologischen Grabung geht die geologische Kartierung der (mutmaßlich) fossilführenden Sedimentgesteine voraus. Ziel ist es, neue Fundpunkte zu finden, die Lage der bereits bekannten Fundhorizonte zu benachbarten Schichten und Gesteinseinheiten aufzuklären und den Ablagerungsraum sedimentologisch näher zu charakterisieren, zum Beispiel ob Sedimente in einem See oder in einem Meer gebildet wurden. Eine derartige Übersichtskartierung entfällt, falls das Alter, die stratigraphische Einordnung und die Lithologie der fossilführenden Gesteine bereits hinreichend bekannt sind.

### Paläontologische Grabung
Eine systematische paläontologische Grabung erfolgt Schicht für Schicht vom Hangenden, das heißt beginnend mit der oben aufliegenden jüngsten Schicht, zum Liegenden, das heißt in Richtung der darunter liegenden älteren Schichten. Begleitend zur Fossiliensuche ist die Geologie der abgetragenen Schichten genau zu beschreiben. Die Horizonte werden durchnummeriert. Die Nummerierung wird auf die Fossilfundstücke übertragen, so dass sie exakt den Horizonten zugeordnet werden können.
Falls größere Organismenreste (wie beispielsweise Dinosaurier-Skelette) Ziel der Grabung sind, ist die Lage einzelner Knochen und Skelettteile innerhalb einer Schicht mit Hilfe eines darüber gelegten Rasters exakt zu dokumentieren. Das ist wichtig, um z. B. Sterbehaltungen oder Ablagerungs- und Transportprozesse zu rekonstruieren und Knochen unterschiedlicher Individuen auseinanderzuhalten.
Für die Gewinnung von Mikrofossilien werden Gesteinsproben der einzelnen Horizonte genommen und später im Labor aufbereitet.

### Präparation und Aufbereitung

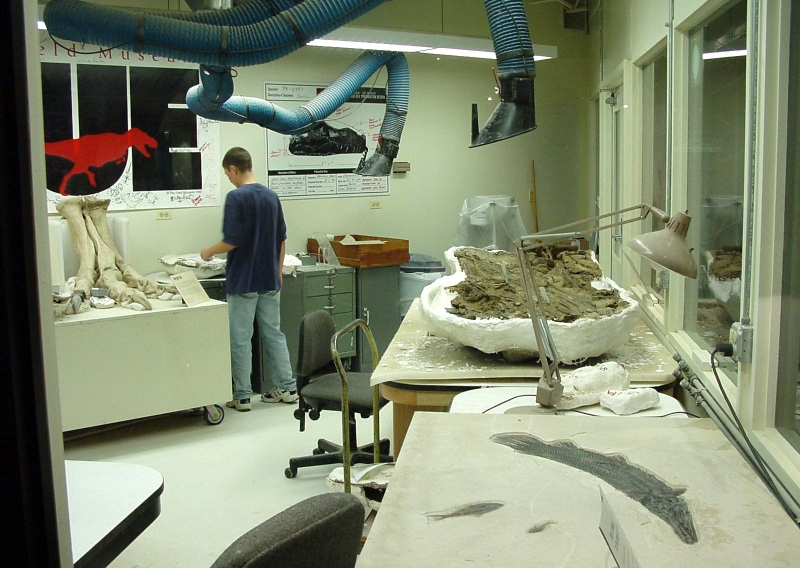
Präparationslabor im Field Museum of Natural History in Chicago, USA

Noch vor Ort werden bröcklige Fossilreste geklebt bzw. mit alkohollöslichen Chemikalien für die spätere Präparation fixiert. Zum Schutz von Knochenfunden kann auch die Ummantelung mit Gips erforderlich sein. Falls Fossilien auf mehrere Gesteinsplatten verteilt sind, werden diese oft an der Bruchstelle wieder zusammengeklebt.
Die spätere Präparation der Fossilien im Labor erfolgt meistens mechanisch, das heißt mit Skalpell und Präpariernadeln (Druckluftmeißel/Airtool) unter der Lupe oder unter Verwendung eines Stereomikroskops. Mit Hilfe von Röntgenstrahlung können vom Gestein verdeckte Fossilienteile lokalisiert werden. Schädigungen bei der Präparation werden auf diese Weise vermieden.
Oftmals lassen sich Mikrofossilien mit Hilfe von Säureätzung oder anderen nasschemischen Verfahren aus dem Gestein herauslösen (siehe Mikropaläontologie).

### Dokumentation, Beschreibung, Klassifikation
Wichtig für die weitere Analyse der Fossilien ist die Darstellung mit verschiedenen Methoden, d. h. zeichnerisch, fotografisch und gegebenenfalls zur Sichtbarmachung filigraner Strukturen mit dem Rasterelektronenmikroskop.
Die fotografische und/oder zeichnerische Dokumentation bildet die Grundlage für die Beschreibung und Interpretation eines Fossilfunds und dessen systematische Einordnung. In diesem Rahmen kann auch die Benennung eines neuen Taxons erfolgen.

### Rekonstruktion
Aus der Fossilzeichnung kann unter Berücksichtigung bereits bekannter Exemplare und/oder Vertreter verwandter Gruppen der ursprüngliche Skelettzusammenhang (bei Tieren) oder Organzusammenhang (z. B. bei Pflanzen) rekonstruiert werden. Eine Rekonstruktion des Lebensbildes kann im Anschluss erfolgen. Dabei fließen Interpretationen zur Funktion, Lebens- und Fortbewegungsweise des fossilen Lebewesens mit ein. Gegebenenfalls wird auch der Todesvorgang des Tieres rekonstruiert.

### Palökologische Auswertung der Geländedaten
Da die Fossilinhalte aller Fundschichten genau dokumentiert sind, kann in dem Fall, dass die jeweiligen Organismenreste nicht von verschiedenen Ursprungsorten antransportiert wurden, sondern aus demselben Ökosystem stammen, eine Analyse der Faunen- und Florenzusammensetzung und im Anschluss eine Rekonstruktion des Nahrungsnetzes erfolgen. Die sedimentologische Beschreibung liefert ergänzende Hinweise zu Transport- und Ablagerungsprozessen, die zur Bildung des fossilführenden Gesteins führten.
Umgekehrt liefern Fossilien den Geologen Aussagen zur Natur des Sedimentationsraums, zum Beispiel, wenn die vorherrschenden Fossiliengruppen nur unter ganz bestimmten Umweltbedingungen (z. B. am Meeresboden in ungetrübtem Wasser bei Temperaturen zwischen 18 und 20 °C und einer Salinität < 2,5 %) vorkamen.
Der vertikalen Abfolge von Horizonten entspricht eine zeitliche: Durch den Vergleich der Lebensgemeinschaften verschiedener Horizonte kann auf die Entwicklungsgeschichte eines vorzeitlichen Ökosystems geschlossen werden.

### Statistische Methoden
Falls die Stichproben groß genug sind, das heißt von einer Art genügend Individuen in einem Horizont gefunden und dokumentiert wurden, können diese als Äquivalent zu einer natürlichen Population in Hinsicht auf die Variabilität von Körpermerkmalen untersucht werden. Auch die Zusammensetzung des Ökosystems kann gegebenenfalls quantitativ erfasst werden (z. B. Räuber-Beute-Zahlenverhältnisse).

### Geochemische Analysen
Der Chemismus von Gewässern kann Einfluss auf die Zusammensetzung von Skeletten und Gehäusen haben. Oftmals sind in akkretionär wachsenden Hartteilen jahres- und tageszeitliche Schwankungen der chemischen und Isotopen-Zusammensetzung zu verzeichnen. Diese lassen sich zum Teil klimatisch interpretieren (siehe auch Paläoklimatologie).
Die chemische Zusammensetzung von Skeletten lässt sich z. B. mit Hilfe von Mikrosondenanalysen aufklären. Die Analyse der Isotopenzusammensetzung erfordert massenspektroskopische Verfahren.

### Histologische Untersuchungen
Die mikroskopische Analyse von Dünnschliffen, die von Knochen oder Gehäusen angefertigt wurden, liefert Aussagen zum Wachstum und zur früheren Gewebebeschaffenheit der jeweiligen Hartteile. Sie enthalten mitunter wichtige Anhaltspunkte zur Physiologie und Ontogenese des Hartteilbildners.

### Biomechanische Modelle
Bei vollständiger Erhaltung von Skeletten können Bewegungsabläufe fossiler Tiere in Form von Computermodellen simuliert werden. Auf diese Weise ist es möglich, bestimmte Verhaltens- und Lebensweisen auszuschließen oder als wahrscheinlich anzunehmen.

### Phylogenetische Analysen
Verwandtschaftsverhältnisse und Stammbäume fossiler Organismengruppen werden heute im Wesentlichen durch Methoden der rechnergestützten Kladistik ermittelt. Dabei werden Merkmalskombinationen der zu untersuchenden fossilen Arten miteinander verglichen und Stammbäume in Form von Verzweigungsschemata (Kladogrammen) nach dem Prinzip der Sparsamkeit errechnet. Dementsprechend repräsentieren die Ergebnisse dieser Analysen den mutmaßlichen Verlauf der Evolution unter der Annahme möglichst weniger Evolutionsschritte.

### Stratigraphische Beziehung (Korrelation)
Alle fossilen Arten, die eine Fundstätte hervorbringt, kommen in einem bestimmten relativ engen geologischen Zeitraum vor. Falls diese Arten auch von anderen Fundorten bekannt sind, folgt daraus ein möglicher gemeinsamer Bildungszeitraum der verschiedenen Fundschichten.
Der Vergleich mehrerer Sedimentgesteinsabfolgen, die bestimmte Fossilien sowie durch geochronologische Methoden datierbare Vulkanite (wie z. B. Tuffe) enthalten, ermöglicht die Zuweisung genauerer Alter (das heißt solcher mit geringeren Fehlerspannen).
Besonders gut entwickelt ist die biostratigraphische Untergliederung von überwiegend terrestrischen Sedimenten des Känozoikums in Europa mit Hilfe von Landsäugetierresten.